# San Ignacio Río Muerto (kommun)
San Ignacio Río Muerto är en kommun i Mexiko.   Den ligger i delstaten Sonora, i den västra delen av landet, 1 400 km nordväst om huvudstaden Mexico City.
Följande samhällen finns i San Ignacio Río Muerto:
- San Ignacio Río Muerto
- Bahía de Lobos
- Tetabiate
- Agraristas de Ciudad Obregón